# Glenalmond College

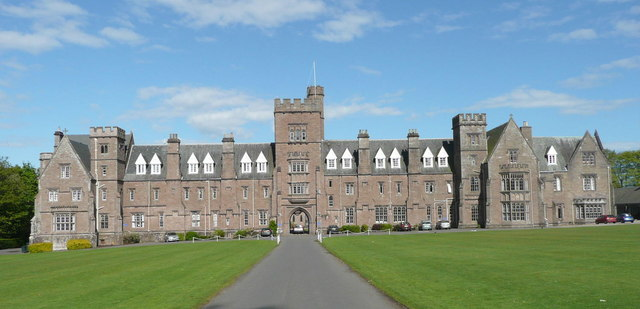
Glenalmond College

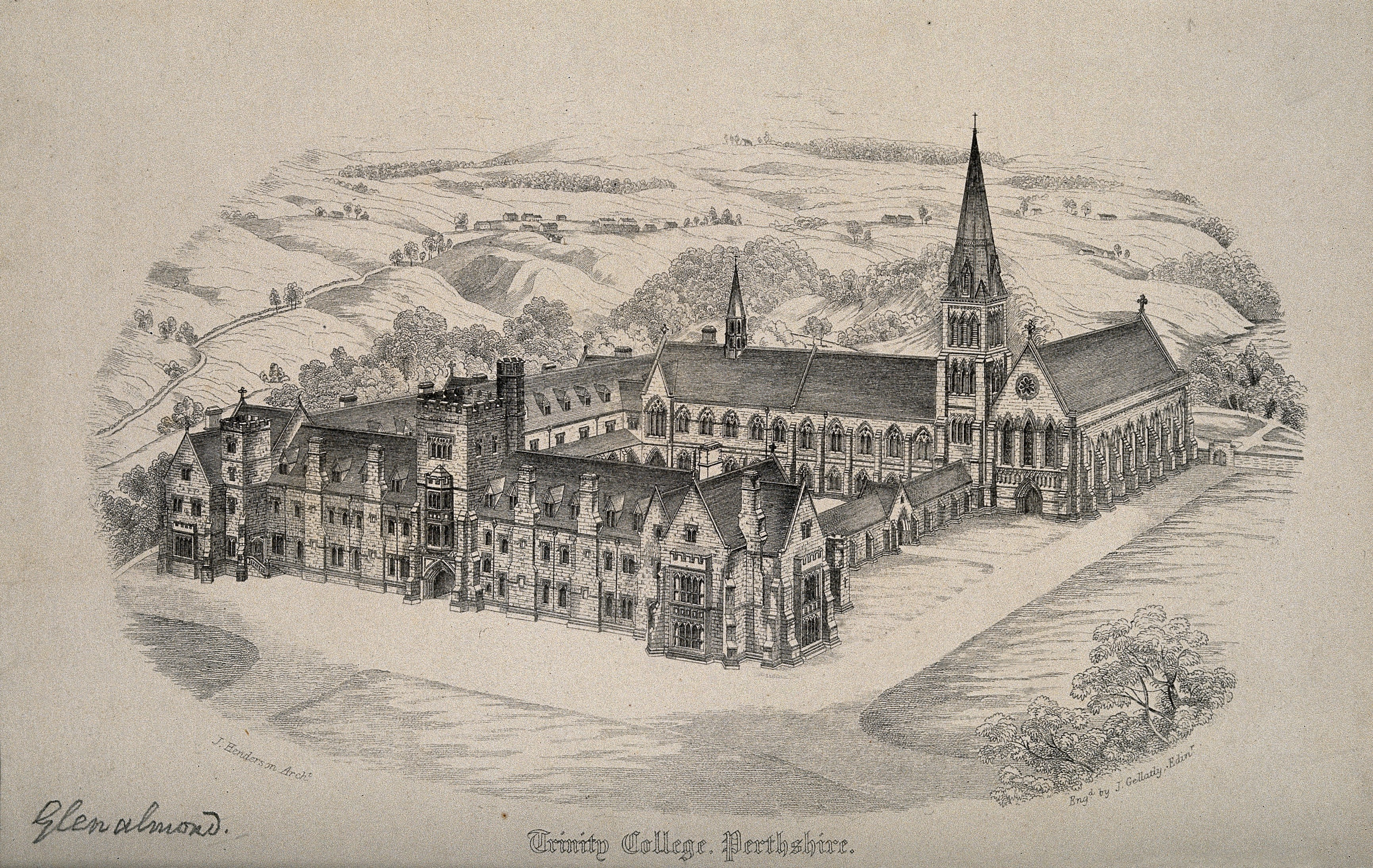
Ätzung des ursprünglichen Entwurfs von 1841

Das Glenalmond College, ursprünglich Scottish Episcopal College of the Holy and Undivided Trinity, ist ein koedukatives Internat der Scottish Episcopal Church nahe der schottischen Ortschaft Methven in der Council Area Perth and Kinross. 1971 wurde das tudorgotische Bauwerk in die schottischen Denkmallisten in der höchsten Denkmalkategorie A aufgenommen.

## Geschichte
Zu den Gründern des Glenalmond College zählen unter anderem der spätere britische Premierminister William Gladstone, sein Vater John Gladstone und James Hope-Scott. Das Grundstück stellte
George Patton, Lord Glenalmond zur Verfügung. Als Hauptverantwortlicher Architekt stand John Henderson zur Verfügung. Der Bau wurde zwischen 1843 und 1851 ausgeführt. Im Laufe der Jahre wurde die Anlage mehrfach erweitert. Hiermit wurden unter anderem Andrew Heiton, George Gilbert Scott und Basil Spence betraut.
Ziel des Glenalmond College war die Ausbildung des Priesternachwuchses der Scottish Episcopal Church. Um wenige Berührungspunkte zu dem lasterhaften Leben zu bieten, wurde bewusst der entlegene Standort begrüßt. Am 4. Mai 1847, vier Jahre vor Fertigstellung der Anlage, empfing die Schule ihre ersten 14 Schüler. Zunächst stand der Besuch nur männlichen Schülern offen. Erst 1990 wurden ab der sechsten Klasse auch Mädchen aufgenommen. Seit 1995 ist das Glenalmond College für alle Klassenstufen koedukativ.